# Campeonato de Tercera División 2017-18 (Argentina)
El Campeonato de Tercera División 2017-18 fue la sexagésima novena edición del certamen organizado por la Asociación del Fútbol Argentino.
El torneo de la B Nacional se disputó entre el 19 de septiembre y 24 de mayo. El torneo de la Primera B se disputó entre el 20 de septiembre y 28 de mayo.
Por la Tercera B Nacional, se consagró campeón Atlético de Rafaela. Por la Tercera B, se consagró campeón Almirante Brown, tras la igualdad en el triangular final y ganar el sorteo.

## Equipos participantes

### B Nacional
Participan los clubes directamente afiliados a la AFA de la Primera B Nacional y Atlético de Rafaela, que esta indirectamente afiliado:
| Equipo              | Ciudad          | Estadio                       | Capacidad |
| ------------------- | --------------- | ----------------------------- | --------- |
| All Boys            | Buenos Aires    | Islas Malvinas                | 21 500    |
| Almagro             | José Ingenieros | Tres de Febrero               | 19 000    |
| Atlético de Rafaela | Rafaela         | Nuevo Monumental              | 20 660    |
| Brown               | Adrogué         | Lorenzo Arandilla             | 4500      |
| Deportivo Morón     | Morón           | Nuevo Francisco Urbano        | 32 000    |
| Deportivo Riestra   | Buenos Aires    | Guillermo Laza                | 3000      |
| Ferro Carril Oeste  | Buenos Aires    | Arquitecto Ricardo Etcheverri | 24 268    |
| Flandria            | Jáuregui        | Carlos V                      | 5000      |
| Los Andes           | Lomas de Zamora | Eduardo Gallardón             | 36 942    |
| Nueva Chicago       | Buenos Aires    | Nueva Chicago                 | 25 000    |
| Quilmes             | Quilmes         | Centenario                    | 33 200    |
| Sarmiento           | Junín           | Eva Perón                     | 22 000    |
| Villa Dálmine       | Campana         | El Coliseo de Mitre y Puccini | 11 250    |

#### Distribución geográfica de los equipos
| Región                                   | Cant. | Equipos                                                         |
| ---------------------------------------- | ----- | --------------------------------------------------------------- |
| Ciudad de Buenos Aires                   | 4     | All Boys, Deportivo Riestra, Ferro Carril Oeste y Nueva Chicago |
| Conurbano bonaerense                     | 5     | Almagro, Brown de Adrogué, Deportivo Morón, Los Andes y Quilmes |
| Interior de la provincia de Buenos Aires | 3     | Flandria, Sarmiento y Villa Dálmine                             |
| Provincia de Santa Fe                    | 1     | Atlético de Rafaela                                             |

### Primera B
Participan los clubes de la Primera B, Deportivo Armenio y Excursionistas, últimos descendidos de las últimas 2 temporadas, y Deportivo Laferrere de Primera C:
| Equipo                 | Localidad            | Estadio                      | Capacidad |
| ---------------------- | -------------------- | ---------------------------- | --------- |
| Acassuso               | Boulogne             | La Quema                     | 800       |
| Almirante Brown        | Isidro Casanova      | Fragata Presidente Sarmiento | 25 000    |
| Atlanta                | Buenos Aires         | Don León Kolbowsky           | 14 000    |
| Barracas Central       | Buenos Aires         | Claudio Chiqui Tapia         | 4400      |
| Colegiales             | Vicente López        | Colegiales                   | 6500      |
| Comunicaciones         | Buenos Aires         | Alfredo Ramos                | 3500      |
| Defensores de Belgrano | Buenos Aires         | Juan Pasquale                | 9000      |
| Deportivo Armenio      | Ingeniero Maschwitz  | Armenia                      | 10 500    |
| Deportivo Español      | Buenos Aires         | Nueva España                 | 35 000    |
| Deportivo Laferrere    | Laferrere            | Ciudad de Laferrere          | 13 000    |
| Estudiantes            | Caseros              | Ciudad de Caseros            | 16 740    |
| Excursionistas         | Buenos Aires         | Excursionistas               | 7200      |
| Fénix                  | Pilar                | No posee                     | -         |
| Platense               | Florida              | Ciudad de Vicente López      | 31 030    |
| Sacachispas            | Buenos Aires         | Beto Larrosa                 | 4000      |
| San Miguel             | Los Polvorines       | Malvinas Argentinas          | 9000      |
| San Telmo              | Dock Sud             | Dr. Osvaldo Baletto          | 5500      |
| Talleres               | Remedios de Escalada | Talleres                     | 15 000    |
| Tristán Suárez         | Tristán Suárez       | 20 de Octubre                | 15 000    |
| UAI Urquiza            | Villa Lynch          | Monumental de Villa Lynch    | 1000      |
| Villa San Carlos       | Berisso              | Genacio Sálice               | 4000      |

| 1. 2. |

#### Distribución geográfica de los equipos
| Región                                       | Subregión                                                                                                | Cant. | Equipos                               |
| -------------------------------------------- | --- | ----- | ------------------------------------- |
| Conurbano bonaerense (11)                    | Partido de Vicente López                                                                                 | 2     | Colegiales y Platense                 |
| Conurbano bonaerense (11)                    | Partido de La Matanza                                                                                    | 2     | Deportivo Laferrere y Almirante Brown |
| Conurbano bonaerense (11)                    | Partido de Avellaneda                                                                                    | 1     | San Telmo                             |
| Conurbano bonaerense (11)                    | [[Archivo:\|20x20px\|border\|Bandera del Partido de Ezeiza]] Partido de Ezeiza                           | 1     | Tristán Suárez                        |
| Conurbano bonaerense (11)                    | [[Archivo:\|20x20px\|border\|Bandera de Partido de Lanús]] Partido de Lanús                              | 1     | Talleres (RdE)                        |
| Conurbano bonaerense (11)                    | [[Archivo:\|20x20px\|border\|Bandera del Partido de Malvinas Argentinas]] Partido de Malvinas Argentinas | 1     | San Miguel                            |
| Conurbano bonaerense (11)                    | [[Archivo:\|20x20px\|border\|Bandera de Partido de San Isidro]] Partido de San Isidro                    | 1     | Acassuso                              |
| Conurbano bonaerense (11)                    | [[Archivo:\|20x20px\|border\|Bandera del Partido de General San Martín]] Partido de San Martín           | 1     | UAI Urquiza                           |
| Conurbano bonaerense (11)                    | Partido de Tres de Febrero                                                                               | 1     | Estudiantes                           |
| Ciudad de Buenos Aires (7)                   | Agronomía                                                                                                | 1     | Comunicaciones                        |
| Ciudad de Buenos Aires (7)                   | Barracas                                                                                                 | 1     | Barracas Central                      |
| Ciudad de Buenos Aires (7)                   | Núñez | 1     | Defensores de Belgrano                |
| Ciudad de Buenos Aires (7)                   | Parque Avellaneda                                                                                        | 1     | Deportivo Español                     |
| Ciudad de Buenos Aires (7)                   | Villa Crespo                                                                                             | 1     | Atlanta                               |
| Ciudad de Buenos Aires (7)                   | Villa Soldati                                                                                            | 1     | Sacachispas                           |
| Ciudad de Buenos Aires (7)                   | Belgrano                                                                                                 | 1     | Excursionistas                        |
| Interior de la provincia de Buenos Aires (3) | [[Archivo:\|20x20px\|border\|Bandera del Partido de Berisso]] Partido de Berisso                         | 1     | Villa San Carlos                      |
| Interior de la provincia de Buenos Aires (3) | Partido de Pilar                                                                                         | 1     | Fénix                                 |
| Interior de la provincia de Buenos Aires (3) | [[Archivo:\|20x20px\|border\|Bandera del Partido de Escobar]] Partido de Escobar                         | 1     | Deportivo Armenio                     |

## Sistema de disputa
Torneo de Primera B Nacional
Los equipos se enfrentaron bajo el sistema de todos contra todos a dos ruedas. La tabla final de posiciones del torneo se estableció por acumulación de puntos.
Torneo de Primera B
Los equipos se enfrentaron bajo el sistema de todos contra todos a dos ruedas. La tabla final de posiciones del torneo se estableció por acumulación de puntos.

## Torneo de Primera B Nacional

### Tabla de posiciones
| Pos. | Equipo              | Pts. | PJ | PG | PE | PP | GF | GC | Dif. |
| ---- | ------------------- | ---- | -- | -- | -- | -- | -- | -- | ---- |
| 1.º  | Atlético de Rafaela | 28   | 10 | 9  | 1  | 0  | 30 | 4  | 26   |
| 2.º  | Flandria            | 20   | 10 | 6  | 2  | 2  | 15 | 6  | 9    |
| 3.º  | Deportivo Riestra   | 19   | 10 | 6  | 1  | 3  | 24 | 15 | 9    |
| 4.º  | Ferro Carril Oeste  | 19   | 10 | 6  | 1  | 3  | 17 | 14 | 3    |
| 5.º  | All Boys            | 17   | 10 | 5  | 2  | 3  | 20 | 15 | 5    |
| 6.º  | Sarmiento           | 17   | 9  | 5  | 2  | 2  | 17 | 13 | 4    |
| 7.º  | Quilmes             | 16   | 11 | 5  | 1  | 5  | 21 | 17 | 4    |
| 8.º  | Los Andes           | 11   | 10 | 3  | 2  | 5  | 11 | 15 | −4   |
| 9.º  | Villa Dálmine       | 8    | 9  | 2  | 2  | 5  | 11 | 18 | −7   |
| 10.º | Brown               | 8    | 9  | 2  | 2  | 5  | 9  | 23 | −14  |
| 11.º | Deportivo Morón     | 7    | 9  | 2  | 1  | 6  | 13 | 16 | −3   |
| 12.º | Almagro             | 6    | 10 | 1  | 3  | 6  | 7  | 25 | −18  |
| 13.º | Nueva Chicago       | 5    | 11 | 1  | 2  | 8  | 6  | 19 | −13  |

|  | El equipo que ocupe esta posiciÃ³n al finalizar ganarÃ¡ el torneo. |

### Resultados
| Ferro Carril Oeste  | 0 - 3 | Deportivo Riestra | Pontevedra             | 19 de septiembre | 11:00 |
| Los Andes           | 1 - 1 | Deportivo Morón   | Eduardo Gallardón      | 19 de septiembre | 12:00 |
| Nueva Chicago       | 0 - 0 | Sarmiento (J)     | República de Mataderos | 19 de septiembre | 15:00 |
| Almagro             | 1 - 1 | Brown de Adrogué  | Pontevedra             | 20 de septiembre | 10:00 |
| Atlético de Rafaela | 5 - 0 | All Boys          | José Bartomioli        | 20 de septiembre | 11:00 |
| Villa Dálmine       | 1 - 2 | Quilmes           | Héctor Fillopski       | 9 de diciembre   |       |
| Libre: Flandria     |       |                   |                        |                  |       |

| Brown                | 0 - 1 | Ferro Carril Oeste  | A.E.F.I.P.    | 26 de septiembre | 15:00 |
| Deportivo Riestra    | 0 - 1 | Los Andes           | Auxiliar      | 27 de septiembre | 11:00 |
| All Boys             | 6 - 0 | Almagro             | Auxiliar      | 28 de septiembre | 11:00 |
| Deportivo Morón      | 1 - 0 | Nueva Chicago       | Raúl Di Carlo | 29 de septiembre | 11:00 |
| Quilmes              | 1 - 2 | Atlético de Rafaela | Alsina y Lora | 24 de octubre    |       |
| Sarmiento            | 1 - 2 | Flandria            | Eva Perón     | 25 de octubre    |       |
| Libre: Villa Dálmine |       |                     |               |                  |       |

| Atlético de Rafaela | 2 - 0 | Villa Dálmine     | José Bartomioli        | 3 de octubre | 11:00 |
| Ferro Carril Oeste  | 2 - 1 | All Boys          | Pontevedra             | 4 de octubre | 10:00 |
| Almagro             | 0 - 5 | Quilmes           | Pontevedra             | 4 de octubre | 11:00 |
| Los Andes           | 1 - 3 | Brown             | Eduardo Gallardón      | 4 de octubre | 11:00 |
| Nueva Chicago       | 4 - 1 | Deportivo Riestra | República de Mataderos | 4 de octubre | 15:00 |
| Flandria            | 3 - 1 | Deportivo Morón   | Carlos V               | 5 de octubre | 11:00 |
| Libre: Sarmiento    |       |                   |                        |              |       |

| Brown                      | 1 - 0 | Nueva Chicago      | Auxiliar           | 10 de octubre | 15:00 |
| Villa Dálmine              | 2 - 2 | Almagro            | Coliseo de Campana | 11 de octubre | 10:00 |
| All Boys                   | 1 - 0 | Los Andes          | A.E.F.I.P.         | 11 de octubre | 11:00 |
| Deportivo Riestra          | 1 - 0 | Flandria           | La Candela         | 11 de octubre | 11:00 |
| Deportivo Morón            | 0 - 1 | Sarmiento          | Auxiliar           | 11 de octubre | 11:00 |
| Quilmes                    | 1 - 4 | Ferro Carril Oeste | Alsina y Lora      | 11 de octubre | 15:00 |
| Libre: Atlético de Rafaela |       |                    |                    |               |       |

| Ferro Carril Oeste     | 2 - 3 | Villa Dálmine       | Ricardo Etcheverri     | 18 de octubre | 10:00 |
| Flandria               | 5 - 0 | Brown               | Auxiliar               | 18 de octubre | 11:00 |
| Nueva Chicago          | 1 - 4 | All Boys            | República de Mataderos | 18 de octubre | 11:00 |
| Los Andes              | 1 - 1 | Quilmes             | Eduardo Gallardón      | 18 de octubre | 11:00 |
| Almagro                | 0 - 2 | Atlético de Rafaela | Pontevedra             | 18 de octubre | 11:00 |
| Sarmiento              | 4 - 3 | Deportivo Riestra   | Eva Perón              | 18 de octubre | 15:00 |
| Libre: Deportivo Morón |       |                     |                        |               |       |

| Atlético de Rafaela | 5 - 0 | Ferro Carril Oeste | José Bartomioli    | 31 de octubre  | 11:00      |
| Villa Dálmine       | 2 - 0 | Los Andes          | Coliseo de Campana | 1 de noviembre | 10:00      |
| Quilmes             | 2 - 0 | Nueva Chicago      | Alsina y Lora      | 1 de noviembre | 11:00      |
| All Boys            | 1 - 0 | Flandria           | A.E.F.I.P.         | 1 de noviembre | 11:00      |
| Deportivo Riestra   | 4 - 3 | Deportivo Morón    | La Caldera         | 1 de noviembre | 11:00      |
| Brown               | -     | Sarmiento          | A confirmar        | Suspendido     | Suspendido |
| Libre: Almagro      |       |                    |                    |                |            |

| Ferro Carril Oeste       | 3 - 0 | Almagro             | Pontevedra        | 7 de noviembre | 10:00 |
| Sarmiento                | 2 - 1 | All Boys            | Ciudad Deportiva  | 7 de noviembre | 16:00 |
| Flandria                 | 1 - 0 | Quilmes             | Auxiliar          | 8 de noviembre | 11:00 |
| Deportivo Morón          | 4 - 1 | Brown               | Francisco Urbano  | 8 de noviembre | 11:00 |
| Los Andes                | 3 - 5 | Atlético de Rafaela | Eduardo Gallardón | 8 de noviembre | 11:00 |
| Nueva Chicago            | 0 - 0 | Villa Dálmine       | Polideportivo     | 8 de noviembre | 15:00 |
| Libre: Deportivo Riestra |       |                     |                   |                |       |

| Brown                     | 0 - 3 | Deportivo Riestra | Auxiliar           | 14 de noviembre | 15:00 |
| Villa Dálmine             | 0 - 1 | Flandria          | Coliseo de Campana | 15 de noviembre | 09:00 |
| Atlético de Rafaela       | 4 - 0 | Nueva Chicago     | José Bartomioli    | 15 de noviembre | 10:00 |
| All Boys                  | 3 - 2 | Deportivo Morón   | A.E.F.I.P.         | 15 de noviembre | 11:00 |
| Almagro                   | 0 - 2 | Los Andes         | Auxiliar           | 15 de noviembre | 16:00 |
| Quilmes                   | 0 - 4 | Sarmiento         | Centenario         | 16 de noviembre | 17:00 |
| Libre: Ferro Carril Oeste |       |                   |                    |                 |       |

| Los Andes         | 0 - 2 | Ferro Carril Oeste  | Eduardo Gallardón      | 21 de noviembre | 17:00 |
| Deportivo Riestra | 1 - 1 | All Boys            | La Candela             | 22 de noviembre | 09:00 |
| Deportivo Morón   | 1 - 2 | Quilmes             | Francisco Urbano       | 22 de noviembre | 09:00 |
| Flandria          | 0 - 0 | Atlético de Rafaela | Auxiliar               | 22 de noviembre | 09:00 |
| Sarmiento         | 4 - 2 | Villa Dálmine       | Eva Perón              | 22 de noviembre | 17:00 |
| Nueva Chicago     | 1 - 2 | Almagro             | República de Mataderos | 22 de noviembre | 17:00 |
| Libre: Brown      |       |                     |                        |                 |       |

| Atlético de Rafaela | 4 - 0 | Sarmiento         | Nuevo Monumental | 28 de noviembre | 17:00 |
| Ferro Carril Oeste  | 2 - 0 | Nueva Chicago     | Pontevedra       | 29 de noviembre | 09:00 |
| All Boys            | 2 - 2 | Brown             | Islas Malvinas   | 29 de noviembre | 17:00 |
| Almagro             | 1 - 2 | Flandria          | Pontevedra       | 29 de noviembre | 17:00 |
| Quilmes             | 1 - 2 | Deportivo Riestra | Centenario       | 30 de noviembre | 17:00 |
| Villa Dálmine       |       | Deportivo Morón   | Postergado       | Postergado      |       |
| Libre: Los Andes    |       |                   |                  |                 |       |

| Deportivo Morón   | 0 - 1 | Atlético de Rafaela | Francisco Urbano  | 5 de diciembre | 09:00 |
| Sarmiento         | 1 - 1 | Almagro             | Eva Perón         | 5 de diciembre | 17:00 |
| Flandria          | 1 - 1 | Ferro Carril Oeste  | Carlos V          | 6 de diciembre | 09:00 |
| Deportivo Riestra | 6 - 1 | Villa Dálmine       | La Candela        | 6 de diciembre | 09:00 |
| Nueva Chicago     | 0 - 2 | Los Andes           | Auxiliar          | 6 de diciembre | 17:00 |
| Brown             | 1 - 6 | Quilmes             | Lorenzo Arandilla | 7 de diciembre | 17:00 |
| Libre: All Boys   |       |                     |                   |                |       |

## Torneo de Primera B

### Zona A
| Pos. | Equipo                 | Pts. | PJ | PG | PE | PP | GF | GC | Dif. |
| ---- | ---------------------- | ---- | -- | -- | -- | -- | -- | -- | ---- |
| 1.º  | Platense               | 13   | 6  | 4  | 1  | 1  | 12 | 5  | 7    |
| 2.º  | Estudiantes            | 13   | 6  | 4  | 1  | 1  | 9  | 6  | 3    |
| 3.º  | San Miguel             | 11   | 6  | 3  | 2  | 1  | 8  | 4  | 4    |
| 4.º  | Colegiales             | 8    | 6  | 2  | 2  | 2  | 5  | 3  | 2    |
| 5.º  | Deportivo Laferrere    | 5    | 6  | 1  | 2  | 3  | 4  | 7  | −3   |
| 6.º  | Defensores de Belgrano | 5    | 6  | 1  | 2  | 3  | 2  | 7  | −5   |
| 7.º  | Comunicaciones         | 3    | 6  | 1  | 0  | 5  | 4  | 12 | −8   |

|  | Ganador de la zona. |

#### Resultados
| Comunicaciones      | 0 - 1 | Estudiantes            | Alfredo Ramos       | 26 de septiembre | 15:30 |
| San Miguel          | 0 - 0 | Defensores de Belgrano | Auxiliar            | 28 de septiembre | 10:00 |
| Deportivo Laferrere | 0 - 0 | Colegiales             | Ciudad de Laferrere | 28 de septiembre | 15:30 |
| Libre: Platense     |       |                        |                     |                  |       |

| Colegiales                 | 2 - 0 | San Miguel     | Malaver y Posadas | 4 de octubre | 10:00 |
| Defensores de Belgrano     | 0 - 2 | Comunicaciones | Cardales          | 4 de octubre | 14:00 |
| Estudiantes                | 3 - 3 | Platense       | Guillermo Laza    | 4 de octubre | 15:30 |
| Libre: Deportivo Laferrere |       |                |                   |              |       |

| Platense           | 3 - 0 | Defensores de Belgrano | Ciudad de Vicente López | 10 de octubre | 11:00 |
| San Miguel         | 1 - 1 | Deportivo Laferrere    | Malvinas Argentinas     | 11 de octubre | 10:00 |
| Comunicaciones     | 0 - 2 | Colegiales             | Auxiliar                | 11 de octubre | 15:30 |
| Libre: Estudiantes |       |                        |                         |               |       |

| Defensores de Belgrano | 0 - 1 | Estudiantes    | Cardales            | 24 de octubre | 14:00 |
| Deportivo Laferrere    | 3 - 1 | Comunicaciones | Ciudad de Laferrere | 25 de octubre | 15:00 |
| Colegiales             | 0 - 1 | Platense       | Malaver y Posadas   | 25 de octubre | 15:00 |
| Libre: San Miguel      |       |                |                     |               |       |

| Comunicaciones                | 0 - 3 | San Miguel          |  | 31 de octubre   | 15:00 |
| Platense                      | 2 - 0 | Deportivo Laferrere |  | 1 de noviembre  | 10:00 |
| Estudiantes                   | 1 - 0 | Colegiales          |  | 23 de noviembre |       |
| Libre: Defensores de Belgrano |       |                     |  |                 |       |

| San Miguel            | 1 - 0 | Platense               | Auxiliar            | 7 de noviembre | 10:30 |
| Deportivo Laferrere   | 0 - 2 | Estudiantes            | Ciudad de Laferrere | 7 de noviembre | 15:00 |
| Colegiales            | 1 - 1 | Defensores de Belgrano | Malaver y Posadas   | 8 de noviembre | 11:00 |
| Libre: Comunicaciones |       |                        |                     |                |       |

| Platense               | 3 - 1 | Comunicaciones      | Ciudad de Vicente López | 14 de noviembre | 10:00 |
| Defensores de Belgrano | 1 - 0 | Deportivo Laferrere | Cardales                | 14 de noviembre | 14:00 |
| Estudiantes            | 1 - 3 | San Miguel          | Guillermo Laza          | 16 de noviembre | 15:30 |
| Libre: Colegiales      |       |                     |                         |                 |       |

|        |  |  |  |  |  |
|        |  |  |  |  |  |
|        |  |  |  |  |  |
| Libre: |  |  |  |  |  |

### Zona B
| Pos. | Equipo            | Pts. | PJ | PG | PE | PP | GF | GC | Dif. |
| ---- | ----------------- | ---- | -- | -- | -- | -- | -- | -- | ---- |
| 1.º  | Fénix             | 14   | 6  | 4  | 2  | 0  | 14 | 3  | 11   |
| 2.º  | Acassuso          | 12   | 6  | 4  | 0  | 2  | 9  | 5  | 4    |
| 3.º  | Barracas Central  | 9    | 6  | 2  | 3  | 1  | 6  | 5  | 1    |
| 4.º  | San Telmo         | 9    | 6  | 2  | 3  | 1  | 5  | 5  | 0    |
| 5.º  | Deportivo Armenio | 9    | 6  | 2  | 3  | 1  | 5  | 4  | 1    |
| 6.º  | Deportivo Español | 3    | 6  | 1  | 0  | 5  | 8  | 15 | −7   |
| 7.º  | UAI Urquiza       | 1    | 6  | 0  | 1  | 5  | 2  | 12 | −10  |

|  | Ganador de la zona. |

#### Resultados
| Barracas Central  | 1 - 1 | Fénix             | Auxiliar          | 28 de septiembre | 10:00 |
| Deportivo Español | 1 - 2 | Acassuso          | Parque Avellaneda | 28 de septiembre | 10:00 |
| UAI Urquiza       | 1 - 1 | Deportivo Armenio | Rancho Taxco      | 28 de septiembre | 11:00 |
| Libre: San Telmo  |       |                   |                   |                  |       |

| Acassuso                 | 2 - 0 | UAI Urquiza      | La Quema             | 4 de octubre | 09:00 |
| Fénix                    | 0 - 0 | San Telmo        | Defensores de Moreno | 4 de octubre | 10:00 |
| Deportivo Armenio        | 0 - 0 | Barracas Central | Armenia              | 4 de octubre | 15:30 |
| Libre: Deportivo Español |       |                  |                      |              |       |

| Barracas Central | 0 - 2 | Acassuso          | Auxiliar        | 11 de octubre | 10:00 |
| UAI Urquiza      | 0 - 2 | Deportivo Español | Rancho Taxco    | 11 de octubre | 11:00 |
| San Telmo        | 0 - 0 | Deportivo Armenio | Osvaldo Baletto | 11 de octubre | 15:30 |
| Libre: Fénix     |       |                   |                 |               |       |

| Deportivo Armenio  | 0 - 1 | Fénix            | República de Armenia | 24 de octubre | 15:30 |
| Acassuso           | 3 - 0 | San Telmo        | La Quema             | 25 de octubre | 10:00 |
| Deportivo Español  | 1 - 2 | Barracas Central | Nueva España         | 25 de octubre | 12:00 |
| Libre: UAI Urquiza |       |                  |                      |               |       |

| Fénix                    | 3 - 0 | Acassuso          |                  | 1 de noviembre | 11:00 |
| Barracas Central         | 2 - 0 | UAI Urquiza       |                  | 1 de noviembre | 11:00 |
| San Telmo                | 3 - 1 | Deportivo Español | Colegio La Salle | 1 de noviembre | 15:30 |
| Libre: Deportivo Armenio |       |                   |                  |                |       |

| UAI Urquiza             | 0 - 1 | San Telmo         | Rancho Taxco | 8 de noviembre | 11:00 |
| Acassuso                | 0 - 1 | Deportivo Armenio | La Quema     | 8 de noviembre | 11:00 |
| Deportivo Español       | 1 - 5 | Fénix             | Nueva España | 9 de noviembre | 12:00 |
| Libre: Barracas Central |       |                   |              |                |       |

| San Telmo         | 1 - 1 | Barracas Central  | U.O.C.R.A.           | 15 de noviembre | 09:00 |
| Deportivo Armenio | 3 - 2 | Deportivo Español | República de Armenia | 15 de noviembre | 15:30 |
| Fénix             | 4 - 1 | UAI Urquiza       |                      | 23 de noviembre |       |
| Libre: Acassuso   |       |                   |                      |                 |       |

|        |  |  |  |  |  |
|        |  |  |  |  |  |
|        |  |  |  |  |  |
| Libre: |  |  |  |  |  |

### Zona C
| Pos. | Equipo           | Pts. | PJ | PG | PE | PP | GF | GC | Dif. |
| ---- | ---------------- | ---- | -- | -- | -- | -- | -- | -- | ---- |
| 1.º  | Excursionistas   | 15   | 6  | 5  | 0  | 1  | 13 | 5  | 8    |
| 2.º  | Almirante Brown  | 13   | 6  | 4  | 1  | 1  | 14 | 6  | 8    |
| 3.º  | Atlanta          | 9    | 6  | 2  | 3  | 1  | 7  | 6  | 1    |
| 4.º  | Villa San Carlos | 6    | 6  | 1  | 3  | 2  | 3  | 9  | −6   |
| 5.º  | Tristán Suárez   | 5    | 6  | 1  | 2  | 3  | 6  | 10 | −4   |
| 6.º  | Talleres         | 5    | 6  | 1  | 2  | 3  | 5  | 10 | −5   |
| 7.º  | Sacachispas      | 4    | 6  | 1  | 1  | 4  | 8  | 10 | −2   |

|  | Ganador de la zona. |

#### Resultados
| Atlanta          | 2 - 1 | Tristán Suárez  | Antonio Carbone | 26 de septiembre | 15:00 |
| Sacachispas      | 1 - 2 | Almirante Brown | Auxiliar        | 28 de septiembre | 10:00 |
| Villa San Carlos | 0 - 2 | Excursionistas  | Genacio Sálice  | 22 de noviembre  |       |
| Libre: Talleres  |       |                 |                 |                  |       |

| Almirante Brown    | 5 - 0 | Villa San Carlos | Fragata Sarmiento     | 4 de octubre | 10:00 |
| Excursionistas     | 3 - 1 | Atlanta          | Coliseo Bajo Belgrano | 4 de octubre | 12:30 |
| Tristán Suárez     | 0 - 0 | Talleres         | Villa Fracchia        | 5 de octubre | 10:00 |
| Libre: Sacachispas |       |                  |                       |              |       |

| Talleres              | 1 - 2 | Excursionistas  | Timote y Castro           | 11 de octubre | 10:00 |
| Atlanta               | 1 - 1 | Almirante Brown | Hidalgo y Tobías Moriceau | 11 de octubre | 11:00 |
| Villa San Carlos      | 1 - 0 | Sacachispas     | Genacio Sálice            | 11 de octubre | 15:00 |
| Libre: Tristán Suárez |       |                 |                           |               |       |

| Almirante Brown         | 3 - 0 | Talleres       | Beto Larrosa          | 25 de octubre | 10:00 |
| Sacachispas             | 0 - 0 | Atlanta        | Auxiliar              | 25 de octubre | 10:00 |
| Excursionistas          | 1 - 2 | Tristán Suárez | Coliseo Bajo Belgrano | 25 de octubre | 10:00 |
| Libre: Villa San Carlos |       |                |                       |               |       |

| Atlanta               | 1 - 1 | Villa San Carlos |                | 31 de octubre  | 14:00 |
| Tristán Suárez        | 2 - 3 | Almirante Brown  | Villa Fracchia | 1 de noviembre | 15:30 |
| Talleres              | 4 - 3 | Sacachispas      |                | 1 de noviembre | 15:30 |
| Libre: Excursionistas |       |                  |                |                |       |

| Villa San Carlos | 0 - 0 | Talleres       | Genasio Sálice | 7 de noviembre | 15:30 |
| Almirante Brown  | 0 - 2 | Excursionistas | Auxiliar       | 8 de noviembre | 10:00 |
| Sacachispas      | 3 - 0 | Tristán Suárez | Beto Larrosa   | 8 de noviembre | 11:00 |
| Libre: Atlanta   |       |                |                |                |       |

| Tristán Suárez         | 1 - 1 | Villa San Carlos | Villa Fracchia        | 15 de noviembre | 15:00 |
| Talleres               | 0 - 2 | Atlanta          | Timote y Castro       | 15 de noviembre | 15:00 |
| Excursionistas         | 3 - 1 | Sacachispas      | Coliseo Bajo Belgrano | 15 de noviembre | 16:00 |
| Libre: Almirante Brown |       |                  |                       |                 |       |

|        |  |  |  |  |  |
|        |  |  |  |  |  |
|        |  |  |  |  |  |
| Libre: |  |  |  |  |  |

### Ronda Final
| Pos. | Equipo          | Pts. | PJ | PG | PE | PP | GF | GC | Dif. |
| ---- | --------------- | ---- | -- | -- | -- | -- | -- | -- | ---- |
| 1.º  | Almirante Brown | 3    | 3  | 0  | 3  | 0  | 3  | 3  | 0    |
| 2.º  | San Miguel      | 3    | 3  | 0  | 3  | 0  | 3  | 3  | 0    |
| 3.º  | Acassuso        | 3    | 3  | 0  | 3  | 0  | 2  | 2  | 0    |

|  | Campeón. |

#### Resultados
| 16 de mayo de 2018 | Acassuso    | 1:1 (0:0) | San Miguel    | Nueva España, Buenos Aires |  |
|                    | - Monti 86' |           | - Almirón 52' |                            |  |

| 23 de mayo de 2018 | San Miguel        | 2:2 (1:1) | Almirante Brown         | Los Cardales, Buenos Aires |  |
|                    | - Bartolo 11' 80' |           | - Vega 35' - Grandi 53' |                            |  |

| 28 de mayo de 2018 | Almirante Brown | 1:1 (0:0) | Acassuso   | Julio H. Grondona, Sarandí |                          |
|                    | - Dáttola 78'   |           | - Báez 90' | Árbitro(s): Lucas Brumer   | Árbitro(s): Lucas Brumer |

## Goleadores

### B Nacional
| Jugador            | Goles | Equipo              |
| ------------------ | ----- | ------------------- |
| Oscar Velázco      | 6     | Deportivo Riestra   |
| Bautista Hernández | 5     | Sarmiento           |
| Nelson Da Silva    | 4     | All Boys            |
| Lucas Nicchiarelli | 4     | All Boys            |
| Darío Gandín       | 4     | Atlético de Rafaela |
| Mauro Marconato    | 4     | Atlético de Rafaela |
| José Luis Valdez   | 4     | Quilmes             |
| Benjamín Borasi    | 4     | Sarmiento           |

### B Metro
| Jugador           | Goles | Equipo            |
| ----------------- | ----- | ----------------- |
| Axel Trimarchi    | 4     | Fénix             |
| Santiago Espina   | 4     | Platense          |
| Gianluca Pugliese | 4     | Platense          |
| Diego Villarreal  | 3     | Almirante Brown   |
| Luciano Vallejos  | 3     | Deportivo Español |
| Nicolás Polenta   | 3     | Fénix             |
| Alejandro Ayala   | 3     | Sacachispas       |